# Килри, Хек
Хектор Джозеф Килри (англ. Hector Joseph Kilrea; 11 июня 1907, Блэкберн-Хэмлет — 6 сентября 1969, Детройт) — канадский хоккеист, игравший на позиции левого нападающего, трёхкратный обладатель Кубка Стэнли. Участник Второй мировой войны.

## Биография

### Игровая карьера
Поиграв за команду «Оттава Ридс», Килри перешёл в клуб НХЛ «Оттава Сенаторз», за которую отыграл шесть сезонов, выиграв в 1927 году Кубок Стэнли, а также по итогам сезона 1929/30 заработав 58 очков и забросив 36 шайб, вошёл в пятёрку лучших бомбардиров по итогам сезона.
По окончании сезона 1930/31 перешёл в «Детройт Фалконс», где отыграл целый сезон, после чего вернулся в «Сенаторз», где отыграл следующий сезон. В 1933 году перешёл в «Торонто Мейпл Лифс», где отыграл два сезона.
В 1935 году перешёл в «Детройт Ред Уингз» (бывший «Фалконс»), где отыграв пять сезонов, выиграл в 1936 и 1937 годах два Кубка Стэнли подряд. Его последним клубом в карьере стал «Индианаполис Кэпиталз», с которым он выиграл Кубок Колдера в 1942 году, а по окончании сезона 1942/43 завершил игровую карьеру.

### Военная карьера
Во время Второй мировой войны поступил в американскую армию и служил в 36-й пехотной дивизии, в составе которой участвовал во многих сражениях Итальянской кампании, в том числе Анцио-Неттунской операции, после чего продолжил службу на фронте.
12 декабря 1944 года Килри подбил в бою немецкий танк, за что получил Крест «За выдающиеся заслуги» — вторую по старшинству армейскую награду в США. Помимо этого он получил Пурпурное сердце и французский Военный крест. Войну закончил в звании старшего сержанта.

### Смерть
Скончался 6 сентября 1969 года в Детройте на 63-м году жизни.